# Station Urmston
Urmston is een spoorwegstation van National Rail in Urmston, Trafford in Engeland. Het station is eigendom van Network Rail en wordt beheerd door Northern Rail. 